# Pierce Memorial Field
Het Pierce Memorial Field is een stadion in de stad East Providence in de staat Rhode Island in de Verenigde Staten. Het stadion is de thuishaven van het voetbalteam de Rhode Island Stingrays. De locatie is verder de centrale locatie van het merendeel van middelbare school atletiek in East Providence.
In het stadium werd op 20 juli 1959 de Harold Gomes-Paul Jorgensen World Super Featherweight Championship gehouden.
In totaal kunnen er 8.000 toeschouwers in het stadion.